# از کجا می‌دانی
از کجا می‌دانی (انگلیسی: How Do You Know) فیلمی در ژانر کمدی رمانتیک به کارگردانی جیمز ال. بروکس است که در سال ۲۰۱۰ منتشر شد.

## چکیده داستان
لیزا جورگنسون علاقه‌مند به ورزش و سافت بال است. او که از تیم ملی کنار گذاشته شده، کاملاً پریشان است. تا اینکه با متی رینولدز، توپ پرت کن تیم حرفه ای بیسبال ملی واشینگتن آشنا می‌شود. اما متی یک اغواگر خودخواه و مبالغه گر است. جورج مدیسون نیز مرحله پیچیده‌ای از زندگی را می‌گذراند. او بازرگانی متهم به اختلاس مالی است و با رفتن به زندان روبرو است. او همچنین رابطه بسیار پیچیده‌ای با پدرش چارلز دارد. در حالی که هر کدام بدترین دوره زندگی خود را تجربه می‌کنند، جورج و لیزا با هم آشنا می‌شوند.

## بازیگران
- ریس ویترسپون
- پل راد
- اوون ویلسون
- جک نیکلسون
- لنی ونیتو
- مالی پرایس
- دین نوریس
- تونی شالهوب
- اندرو ویلسون
- دومنیک لامباردوتزی
- جان تورمی
- کاترین هان
- مارک لین-بیکر